# Ändebol

Ändebol är en by i Stora Malms socken i södra delen av Katrineholms kommun.
Byn ligger vid Ändebolsåsen som följer den gamla landsvägen från Östergötland mot Hjälmaresund och Västmanland. Ändebol har uppstått som nybygge här, och blev 1849 gästgiveri som ersättning för Malmsås vid länsgränsen. I samband med Södra stambanans framdragande 1866 uppstod en järnvägsstation med namnet Ändebol någon kilometer söder om byn. 1875 flyttades gästgiveriet på nytt till Strångsjö. Den gamla gästgivarbyggnaden finns ännu kvar, en envåningsbyggnad med brutet tak från början av 1800-talet. I vinkel med denna står två flyglar som tidigare inrymde skola och lärarinnebostad. Ändebols skola uppfördes senare vid sekelskiftet 1900 norr om gästgivargården i en gul och vitputsad byggnad som nu är privatbostad.
Även gästgiveriets fägård är välbevarad. Den består av stall och ladugård mot vägen, samt loge, vagns- och redskapslider på övriga sidor.